# Équipe cycliste Riso Scotti
Pour les articles homonymes, voir Scotti.
L'équipe cycliste professionnelle Riso Scotti était une formation italienne, présente dans le peloton de 1997 à 1999.
L'équipe est née de la fusion de deux équipes italiennes : MG Maglificio (dissoute en raison d'une affaire de dopage) et Batik-Del Monte :
- En 1998, l'équipe porte initialement le nom Riso Scotti - MG Boys Maglificio. On y retrouve alors Fabio Baldato[1] et un certain Danilo Di Luca.
- En 1999, l'équipe devient Riso Scotti-Vinavil. Giorgio Furlan met fin à sa carrière, victime d'une thrombose à la jambe. Quant à Bombini, il quitte l'équipe Riso Scotti. Ivan Basso fait ses débuts professionnels.

## Saison 1998
Lors Tour d'Italie 1998, à l'issue de la 21ème étape, Nicola Miceli est exclu en raison d'un hématocrite supérieur à 50%.